# Херсонский областной совет
Херсонский областной совет (укр. Херсонська обласна рада) — представительный орган местного самоуправления, который представляет общие интересы территориальных общин сёл, посёлков, городов, в пределах полномочий, определённых Конституцией Украины, Законом Украины «О местном самоуправлении на Украине» и другими законами, а также полномочий, переданных им сельскими, поселковыми, городскими советами.
Областной совет состоит из депутатов, избирается населением Херсонской области сроком на пять лет. Совет избирает постоянные и временные комиссии. Областной совет проводит свою работу сессионно. Сессия состоит из пленарных заседаний и заседаний её постоянных комиссий.

## Состав
- ОПЗЖ — 15
- Нам здесь жить — 13
- Слуга народа — 11
- Наш край — 7
- Европейская солидарность — 7
- ВО «Батькивщина» — 6
- Блок Владимира Сальдо — 5

## Список постоянных комиссий[1]
- Комиссия по вопросам бюджета и финансов
- Комиссия по вопросам управления объектами коммунальной собственности
- Комиссия по вопросам социально-экономического развития, переработки сельскохозяйственной продукции и промышленности
- Комиссия по вопросам архитектуры, транспорта, строительства и жилищно-коммунального хозяйства, тарифной политики и взаимодействия с предприятиями энергетической отрасли
- Комиссия по вопросам сельского хозяйства, земельных отношений и экологии
- Комиссия по вопросам развития человеческого капитала, межнациональных отношений, науки, культуры, физической культуры и спорта, образования и свободы слова и интеллектуальной собственности
- Комиссия мандатная, по вопросам регламента, депутатской деятельности и этики, защиты прав и свобод человека, местного самоуправления, децентрализации, административно-территориального устройства и взаимодействию с Вооруженными силами Украины
- Комиссия по вопросам социальной защиты, защиты прав ветеранов, участников боевых действий и временно перемещенных лиц
- Комиссия по вопросам здравоохранения, здорового образа жизни и курортно-туристической деятельности
- Комиссия по вопросам законности и правопорядка, борьбы с коррупцией, рейдерством и контролю за деятельностью правоохранительных органов

## Руководство совета[2]
- Александр Самойленко — председатель областного совета
- Егор Устинов — первый заместитель председателя областного совета
- Юрий Соболевский — первый заместитель областного совета - руководитель исполнительного аппарата
- Геннадий Лагута — заместитель областного совета

## Список председателей Херсонского областного исполнительного комитета
- Барыльник, Тимофей Григорьевич 1950 по 1963
- Кобак, Николай Данилович январь 1963 по декабрь 1964
- Макушенко, Николай Александрович 1963 по 1969
- Проценко, Дина Иосифовна 1969 по 1978
- Метляев, Василий Кириллович 1978 по 1983
- Кушнаренко, Михаил Михайлович 1983 по 1987
- Мельников, Александр Тихонович 1987 по 1991 (должность упразднена)

## Список председателей Херсонского областного совета[3]
- Кушнеренко, Михаил Михайлович (1990—1994)
- Жолобов, Виталий Михайлович (1994—1996)
- Третьяков, Валерий Михайлович (1996—2002)
- Ходаковский, Владимир Фёдорович (2002—2006)
- Причина, Геннадий Георгиевич (и.о., 2006)
- Демёхин, Владимир Анатольевич (2006—2010)
- Пелих, Виктор Григорьевич (2010—2014)
- Федько, Тамара Ивановна (и.о., 2014—2015)
- Путилов, Андрей Станиславович (2015—2016)
- Мангер, Владислав Николаевич (2016—2020)
- Самойленко, Александр Степанович (2020 - по сегодня)